# Дюрантон, Робер
Робе́р Дюранто́н (фр. Robert Duranton, более известный как Бо́бби Дюранто́н, 11 сентября 1926, Париж — 7 февраля 2005, Сен-Жерве-ле-Бен) — французский культурист и рестлер, культовая фигура в этом виде шоу у себя на родине в 1950-x-1960-х годах. Получил определённую международную известность как киноактёр после нескольких появлений на экране в эпизодических ролях.

## Биография
Изначально профессиональный рестлер Робер Дюрантон прославился во Франции благодаря телевизионным трансляциям шоу, под сценическим именем Бобби Дюрандон. Рослый, голубоглазый, с правильными чертами лица атлет, обладающий безупречными пропорциями и выгодным телосложением на ринге Дюрандон часто отыгрывал роль нечестного и «грязного» бойца. Выигрывал титул «Мистер Франция» (фр. Monsieur France) в 1946, 1948, 1949 и 1950 годах, а также «Мистер Европа» в 1951 году.
Робер Дюрантон был дружен с режиссёрами и киноактёрами: Жераром Ури, Луи де Фюнесом, Ширли Маклейн — он принимал участие в её шоу в Лас-Вегасе. Тренером Бобби Дюрантона выступал Лино Вентура. Благодаря этим знакомствам и своему телосложению Дюрантон отметился несколькими очень короткими появлениями на экране. Самым известным из таких появлений является сцена из комедии Жерара Ури «Разиня» (1965), в которой безмолвный «качок»-культурист в исполнении Дюрантона соседствует с хилым героем Луи де Фюнеса в общей душевой. Среди других популярных фильмов с участием Дюрантона — криминальный боевик Анри Вернёя «Взломщики» и ещё одна комедия Жерара Ури «Приключения раввина Якова» (1973), также с Луи де Фюнесом в главной роли.

## Фильмография
- 1965 : Разиня : культурист в душевой
- 1967 : Семь раз женщина : Диди, сутенёр
- 1971 : Взломщики : бодибилдер в ночном клубе (сцена вырезана при монтаже)
- 1973 : Приключения раввина Якова : охранник в Орли
- 1983 : Кошечка : Сержио, шофёр